# The Vault... Old Friends 4 Sale
The Vault... Old Friends 4 Sale is een muziekalbum van de Amerikaanse popartiest Prince en werd uitgebracht in 1999.

## Algemeen
Het is een collectie van, zoals de naam al doet vermoeden, nummers uit zijn kluis. Het nog op de schappen liggende contractueel verplichte album werd uitgebracht door Warner Bros. zonder verdere medewerking van Prince. Het album moest ter afleiding dienen van Prince' album Rave Un2 the Joy Fantastic wat in hetzelfde jaar door Arista zal worden uitgebracht. Ook al staan er geen uitschieters op dit jazzy album, toch wordt het album door de kritieken niet heel slecht ontvangen. Vanuit de kant van de fans kwam echter meer kritiek. De al eerder van bootlegs bekende nummers 5 Women en het titelnummer Old Friends 4 Sale werden in vergelijking met het origineel namelijk overbewerkt en overgeproduceerd. Dit geldt in het bijzonder voor Old Friends 4 Sale, waarvan het origineel een outtake is van Parade uit 1986. 5 Women was oorspronkelijk door Joe Cocker in 1992 uitgebracht. Veel andere nummers komen van de teruggetrokken soundtrack van de film I'll Do Anything uit 1994, inclusief She Spoke 2 Me, waarvan een kortere versie ook al op het album Girl 6 uit 1996 stond.

## Nummers
| 1.                 | The Rest of My Life     | 1:40 |
| 2.                 | It's About That Walk    | 4:26 |
| 3.                 | She Spoke 2 Me          | 8:20 |
| 4.                 | 5 Women                 | 5:13 |
| 5.                 | When the Lights Go Down | 7:11 |
| 6.                 | My Little Pill          | 1:09 |
| 7.                 | There Is Lonely         | 2:29 |
| 8.                 | Old Friends 4 Sale      | 3:27 |
| 9.                 | Sarah                   | 2:53 |
| 10.                | Extraordinary           | 2:28 |
| Totale duur: 39:17 |                         |      |

## Singles
Er zijn geen singles uitgebracht om het album te ondersteunen. Desalniettemin heeft Prince het nummer Extraordinary gespeeld op concerten tijdens zijn tour in 2002.